# El Noticiero (Cáceres)
El Noticiero fue un periódico español editado en Cáceres entre 1903 y 1936.

## Historia
El periódico fue fundado en 1903, por Manuel del Castillo y Manuel Sánchez Asensio. Si bien ambos periodistas mantenían una excelente relación personal, divergían en cuanto a posturas ideológicas, lo que motivó que Sánchez Asensio abandonara desde bien pronto el periódico y fundase el integrista Diario de Cáceres. Durante algún tiempo El Noticiero actuó como órgano provincial del Partido Liberal, si bien mantuvo una línea editorial independiente y de corte centrista. A lo largo de su historia sería una de las publicaciones más leídas de la provincia de Cáceres. Dejó de editarse hacia 1936.